# Острів Мєсяцева
О́стрів Мєсяце́ва — вкритий фірном та водно-льодовиковими відкладами безлюдний острів, який до свого зникнення входив до субархіпелагу Біла Земля в північно-східній частині архіпелагу Земля Франца-Йосипа (координати: 81°42′04″ півн. φ, 62°43′40″ сх. λ). 
Був названий на честь дослідника Арктики Івана Мєсяцева. Адміністративно належав до Приморського району Архангельської області Росії. 31 жовтня 2024 року Російським географічним товариством віднесений до числа поверхонь земної суші, які зникли унаслідок трансгресії.

## Історія
Найвірогідніше, що острів Мєсяцева був льодяним утворенням — плитою з льоду та піску, льодовиком, який був раніше крижаним мисом, прикріпленим до свого більшого сусіда, і скельної основи острів не мав. Виник як відламок колишнього мису Мєсяцева в північно-західній частині острова Єва-Лів в результаті відокремлення один від одного двох суміжних льодовиків та перетинання мису новою протокою. Уперше зафіксований 2 серпня 1985 року. Відтоді, під впливом глобального потепління клімату, дегідрації льодовиків, ерозії берегової лінії та збільшення обсягу води в океанічному басейні, відбулось суттєве зменшення розмірів острова. У 2010 році площа острова складала близько 110 гектарів. Станом на 19 серпня 2015 року його площа зменшилась до 53 Га. 12 серпня 2024 року супутникові знімки зафіксували зменшення площі острова до трьох гектарів, а на знімках від 13 вересня 2024 року візуально зафіксоване його цілковите зникнення під водою унаслідок опущення основи острова нижче рівня моря або ж його повного розмиття та розчинення.
Раніше зникли ще 2 подібних до острова Мєсяцева острови архіпелагу Земля Франца-Йосипа: до 1984 року під водою зник найбільший з островів Люрікі, який знаходився на відстані близько 900 метрів від південного узбережжя острова Мак-Клінтока, а у 2018 році — острів Перламутровий приблизно за 200 метрів від південно-західного узбережжя острова Греем-Белл.
Водночас через відступ льодовиків у архіпелазі Земля Франца-Йосипа відбувалась поява нових островів. Зокрема колишній острів Нортбрук на крайньому заході розділився протокою на дві частини (1986 — рік першої фіксації відокремлення, остаточно підтверджено у 2006 році). Новому острову площею 18  кв. кілометри у 2012 році було присвоєне ім'я  Юрія Кучієва — капітана  атомного криголаму «Арктика», який у 1977 році уперше  в надводному плаванні досяг Північного полюсу. У 2016 році було виявлено, що від острова Галля відокремився колишній півострів Літтрова площею 59 кв. км. — найбільший з усіх нових островів, що з’явилися в Європейській Арктиці. 
Загалом у 1963–2021 роках в арктичному регіоні виявлено 41 новий острів площею від 400 кв. м., які з'явились внаслідок відступу та роздроблення льодовиків, — 30 з яких розташовані вздовж узбереж Гренландії, 4 виявлені на північно-західному узбережжі Нової Землі, 3 — в архіпелазі Земля Франца-Йосипа, 2 — в архіпелазі Північна Земля та 2 виникли в архіпелазі Шпіцберген — з яких один, площею 16,3 кв. км., на північному заході острова Шпіцберген (колишній півострів Блумстранд (норв. Bloomstrandhalvøya)), а інший, площею 10,2 кв. км., —  на заході Північно-східної Землі (колишній мис Браґенесет (норв. Bragenesøya)).